# Fatura eletrónica
Uma fatura eletrónica (português europeu) ou eletrônica (português brasileiro) é um documento comercial semelhante a uma fatura convencional, mas no formato eletrónico, ou seja, desmaterializada.
Apresenta o mesmo valor que a fatura convencional, em papel, desde que contenha as menções obrigatórias e satisfaça as condições exigidas por lei no sentido de garantir a sua autenticidade da sua origem, e a integridade do seu conteúdo.

## Em Portugal
Segundo a lei portuguesa, existem duas alternativas para garantir a autenticidade da origem e a integridade do seu conteúdo:
- documentos eletrónicos onde a origem e integridade é controlada e garantida pela utilização de uma assinatura eletrónica avançada
- documentos eletrónicos trocados por meio de intercâmbio electrónico de dados (EDI)[3]